# Domingo Vásquez
Domingo Vásquez Toruño (Tegucigalpa, 3 de agosto de 1846 - Tegucigalpa, 11 de diciembre de 1909) fue un abogado, militar con el grado de General de División y político hondureño.
Fue Presidente por depósito y luego Presidente provisional en 1893, seguidamente electo como decimoprimer Presidente constitucional de Honduras en el periodo del 1893 a 1894.

## Biografía
Domingo Vásquez Toruño, nació en la ciudad de Tegucigalpa, el  3 de agosto de 1846, falleció en la misma ciudad el 11 de diciembre de 1909. Hijo del matrimonio habido entre el abogado Manuel Emigdio Vásquez Alcántara y la señora Martina Toruño.
Completó sus estudios superiores en la Universidad Nacional de Honduras (hoy UNAH) en 1868 obteniendo el título de Derecho.
Seguidamente fue nombrado en el cargo de Regidor de la Municipalidad de Tegucigalpa en 1869.
En 1871, participó en las hostilidades contra el gobierno del General José María Medina, con el grado de Capitán.
Seguidamente fue nombrado como representante de Honduras en el Congreso Internacional de Juristas celebrado en Lima, Perú.
Visitó varios países de Sudamérica, Estados Unidos de América y otros de Europa.

## Vida política y militar
Durante la administración del General Luis Bográn, (1883-1891) el general Domingo Vásquez Toruño, permaneció en el exterior. Mientras en Honduras asumía como Presidente el general Ponciano Leiva. Domingo Vásquez Toruño, el 30 de noviembre de 1891, regresa al país.
Domingo Vásquez Toruño fue el oficial al mando de las fuerzas que atacaron el pueblo del Corpus, departamento de Choluteca, mediante fuego de artillería un 6 de septiembre de 1892, a las doce del mediodía.
En la ciudad de Comayagua un 11 de noviembre del mismo año, Domingo Vásquez Toruño en su condición de Comandante de Armas de Tegucigalpa, se entrevista con el General Ponciano Leiva Presidente de la república, con el fin de solicitar mejores condiciones.

### Ministro de Gobernación
Debido a las condiciones políticas y efervescencia militar existente en el país y aduciendo problemas de salud, Ponciano Leiva presenta su renuncia como Presidente, al Congreso Nacional en fecha del 9 de febrero de 1893. El Presidente por Depósito señor Rosendo Agüero Ariza, le entrega la presidencia en carácter interino al General Domingo Vásquez Toruño, quien ejerció la Presidencia Provisional de la República del 18 de abril al 15 de septiembre de 1893.

### Presidente Constitucional
Domingo Vásquez Toruño, firmó el Decreto de convocatoria de elecciones generales para legalizar su permanencia en la presidencia. En las mismas no hubo sorpresa absoluta al resultar ganador Domingo Vásquez Toruño con 37,144 votos de un censo base de 39,124 electores. El Congreso Nacional mediante Decreto número 26, fechado el 14 de septiembre de 1893, declaró Presidente constitucional de la República de Honduras a Domingo Vásquez Toruño para el período de 1894 a 1898.

## Campaña contra Nicaragua
El 24 de diciembre de 1893, apoyado por el gobierno liberal de Nicaragua presidido entonces por José Santos Zelaya, Policarpo Bonilla se proclama Presidente de Honduras en la Costa de los Amates, Nacaome, en rebelión contra el gobierno del general Domingo Vásquez Toruño lo que provocó un conflicto bélico entre ambos países.
Entre las fechas 2 de enero y el 22 de febrero de 1894, el general Domingo Vásquez Toruño, hace entrega de la presidencia por depósito a los Ministros: Rosendo Agüero Ariza y Manuel Gamero y asume el mando de las tropas hondureñas en la campaña contra Nicaragua.
El 22 de febrero de 1894, triunfa la denominada Revolución Liberal de 1894 acaudillada por Policarpo Bonilla, instalando este su gobierno en la capital Tegucigalpa y administrando el país hasta enero de 1895, período en el cual, se promulga la Constitución de Honduras de 1894. Ese mismo año fue nombrado Comandante de Armas de Tegucigalpa, durante el gobierno de Policarpo Bonilla, derrotado el general Vásquez solicita asilo en la república de El Salvador y seguidamente se radica en Panamá, donde solo, decide viajar por Europa y África al regresar publica sus diarios de viaje en la “Revista del Progreso” de la ciudad de San Salvador, después decide regresar a su Honduras.
Uno de los principales logros de su administración fue la reestructuración política departamental de Honduras al decretar la creación de los departamentos de Cortés y Valle.

## Gabinete de gobierno
| Secretaría de                               | Secretario                  |
| ------------------------------------------- | --------------------------- |
| Gobernación, Justicia e Instrucción Pública | Pedro J. Bustillo           |
| Relaciones Exteriores                       | José Antonio López Bustillo |
| Hacienda y Crédito Público                  | Leopoldo Córdova            |
| Fomento, Obras Públicas y Agricultura       | Ponciano Planas             |
| Guerra y Marina                             | Rosendo Agüero Ariza        |